# Фотеев, Владимир Константинович
Владимир Константинович Фотеев (род. 25 июня 1935, Ставрополь, Куйбышевский край) — советский государственный и партийный деятель. Первый секретарь Чечено-Ингушского обкома КПСС в 1984—1989 годах.

## Биография
По национальности русский. В 1958 году начал работать в Куйбышеве инженером-конструктором, а затем инженером-технологом.
В 1963 году перешёл на партийную работу — стал инструктором Куйбышевского горкома партии, а позже — заместителем заведующего отделом. В 1969 году стал заместителем заведующего отделом Куйбышевского обкома КПСС. Последовательно занимал должности первого секретаря Железнодорожного райкома партии Куйбышева, заведующего отделом Куйбышевского обкома КПСС, инструктора отдела организационно-партийной работы ЦК КПСС.
В 1971–1984 годах второй секретарь Куйбышевского обкома КПСС. В 1984—1989 годах был первым секретарём Чечено-Ингушского обкома КПСС. После оставления должности стал депутатом Верховного Совета РСФСР 11-го созыва.
С июля 1987 года по октябрь 1989 года исполнял обязанности председателя Комиссии законодательных предположений Верховного Совета РСФСР, а с июня 1989 года по ноябрь 1991-го — председателя Комитета Верховного Совета СССР по вопросам гласности, прав и обращений граждан. В 1989—1991 годах был народным депутатом СССР и членом Президиума Верховного Совета СССР. С 4 января 1990 года по 1992 год был председателем Союзной контрольно-наблюдательной комиссии по Нагорно-Карабахской автономной области.
Был членом КПСС с 1961 по 1991 год. С марта 1986 года по июль 1990 год был членом ЦК КПСС.